# Черданцев Георгій Володимирович
Георгій Володимирович Черданцев (рос. Георгий Владимирович Черданцев, 1 лютого 1971 року, Москва, СРСР) — російський спортивний коментатор, теле — і радіоведучий. Отримав основну популярність як спортивний коментатор телеканалів НТВ і «НТВ-Плюс», а також «Матч ТВ». Прес-аташе РФПЛ (2004—2007)

## Біографія
Георгій Черданцев народився 1 лютого 1971 року в Москві. Прапрадід Георгія написав перший російський підручник з стенографії. Його прадід — Гліб Ніканорович Черданцев — склав першу географічну карту Узбекистану. Колись одна з вулиць і житловий масив Ташкента носили ім'я Черданцева.
Грати у футбол почав у 54-ій московській школі — вчитель фізкультури Олег Васильович Шахін керував там футбольною секцією. З 1982 по 1989 рік грав у чемпіонаті Москви з футболу серед клубів за «Спартак-2», але був змушений завершити футбольну кар'єру через травму коліна. Закінчив романо-германське відділення філологічного факультету МДУ у 1992 році. Спеціальність — «перекладач і викладач англійської мови». Володіє італійською мовою. По закінченні вузу працював в юридичному відділі в одному з банків, вантажником на складі в Стамбулі, в туристичній фірмі.

## Телебачення

### НТВ/НТВ-Плюс/Матч ТВ
Став працювати на телебаченні з 1996 року — в цьому році Георгій був зарахований у штат створюваної телекомпанії «НТВ-Плюс». Починав на посаді перекладача, потім став озвучувати невеликі сюжети, репортажі, огляди футбольних чемпіонатів. Був кореспондентом в програмі «Футбольний клуб» Василя Уткіна. В якості кореспондента готував репортажі для випусків під назвою «Футбольний клуб на Чемпіонаті світу-1998». Перший прокоментований ним футбольний матч датується 1998 роком — запис трансляції гри чемпіонату світу у Франції між збірними Італії і Норвегії.
З осені 1999 року по червень 2001 року був ведучим і керівником оглядової програми «Європейський футбольна тиждень» на телеканалах ТНТ і НТВ-Плюс Футбол. Провів кілька випусків «Футбольного клубу» на початку 2000-х років замість Василя Уткіна.
З 1999 по 2009 рік вів інформаційно-аналітичну програму «Вільний удар» на НТВ-Плюс Футбол. З 2000-х років і до 2015 року Черданцев також був автором і ведучим аналітичних програм про футбол «Зворотний відлік», «2:1», «Постскриптум» і «90 хвилин Плюс» на НТВ-Плюс Футбол.
Переважно коментував матчі чемпіонату Італії з футболу. Також працював коментатором на трансляціях з чемпіонатів світу і Європи в 2000 (з Москви), 2002, 2008 і 2016 роках. Коментував три фінали Ліги чемпіонів УЄФА — в 2003, 2007 і 2015 роках. Широку популярність в Росії отримали коментарі Черданцева на матчі між збірними Нідерландів і Росії на Чемпіонаті Європи 2008 року і окремі фрази з нього.
З березня 2008 по грудень 2011 року — ведучий програми «Футбольна ніч» на каналі НТВ.
У серпні 2013 року призначений керівником телеканалу «Спорт Плюс». На тому ж каналі в лютому 2014 року провів «Олімпійський канал» з Сочі в парі з ведучою радіо «Спорт FM» Софією Тартаковою, яка в той період вперше виконувала обов'язки телеведучої.
Під час чемпіонату світу з футболу-2014 вів рубрику «Футбольний багажник» у передачі «Футбольний клуб на чемпіонаті світу» на телеканалі «НТВ-Плюс».
У жовтні 2015 року залишив «НТВ-Плюс», з 1 листопада 2015 року зайняв посаду коментатора і ведучого програм «Всі на матч!» і «Після футболу» на новому спортивному телеканалі «Матч ТВ».

### На інших телеканалах і радіостанціях
З лютого 2005 по серпень 2013 року — ведучий програми «Слухаємо футбол» на радіостанції «Срібний дощ».
У червні 2014 року він коментував матчі чемпіонату світу з футболу на «Першому каналі». Після цього коментував на цьому каналі ще кілька трансляцій: фінал юніорського Євро-2015 між Росією та Іспанією у липні 2015 року, а також гру РФПЛ ЦСКА — «Спартак» (Москва) (серпень 2015, в парі з Костянтином Геничем) та відбіркові матчі чемпіонату Європи 2016 року Росія — Швеція і Росія — Чорногорія (вересень-жовтень 2015, з ним же).
27 вересня 2014 року коментував матч «Зеніт» — «Спартак» на каналі «Санкт-Петербург».

## Факти
Голосний, іноді переходячий у вереск, голос Черданцева та його експресивна манера мови практично зробила крилатими багато його коментарів.
Озвучував одну з серій мультсеріалу «Валєра». Також голос Черданцева можна почути в рекламі страхової групи «Согаз» за участю Сергія Свєтлакова. У квітні 2015 року видавництво АСТ випустило книгу Черданцева «Записки футбольного коментатора». У березні 2018 року вийшла його друга книга — «Истории Чемпионатов мира 1930—2014. Люди, мифы, факты».
З 2015 року — коментатор російської версії гри EA Sports FIFA (спільно з Костянтином Геничем).
Активний дослідник трагедії на перевалі Дятлова.
Брав участь у зйомках телесеріалу «Кухня»: «коментував» вигадані матчі за кадром у 10, 25, 48 і 98 серіях і в кадрі в 94 серії. Знявся у фільмі «З дна вершини» (2018) в ролі спортивного коментатора.

## Погляди
У квітні 2018 року виступив за жорстку цензуру в інтернеті і введення кримінальної відповідальності за образи в мережі.

## Нагороди
- 2001 рік: премія РФС «Стрілець» в номінації «Найкращий коментатор»
- 2005 рік: спільна премія РФС і РФПЛ «Прем'єр» у номінації «Найкращий спортивний журналіст»
- 2009 рік: фіналіст національного телевізійного конкурсу Академії Російського телебачення ТЕФІ в номінації «Найкращий спортивний коментатор»[41]
- 2011 рік: спільна премія «Комсомольської правди» і «Советского спорта» «Золотий мікрофон» найкращому спортивному коментатору
- 2012 рік: премія РФС в номінації «За пропаганду футболу»[42]
- 2012 рік: премія РФПЛ «Прем'єр» за найкраще футбольне ток-шоу «90 хвилин плюс»
- 2013 рік: премія РФПЛ «За великий внесок у популяризацію і пропаганду російського футболу»[43]
- 2014 рік: спільна премія «Комсомольская правда» і «Советский спорт» «Золотий мікрофон» найкращому тележурналісту
- 2014 рік: подяка Президента РФ за заслуги у підготовці та проведенні Зимових Олімпійських ігор 2014 року.